# Galium cappadocicum
Galium cappadocicum är en måreväxtart som beskrevs av Pierre Edmond Boissier. Galium cappadocicum ingår i släktet måror, och familjen måreväxter. Inga underarter finns listade i Catalogue of Life.